# Gachancipá
Gachancipá es un municipio colombiano del departamento de Cundinamarca, ubicado en la Provincia de Sabana Centro, a 30 km de Bogotá, sobre la Troncal Central del Norte. Es considerada parte del Área metropolitana de Bogotá por el censo DANE 2005. 

## Toponimia

### Origen lingüístico[3]
- Familia lingüística: Chibcha
- Lengua: Muysccubun

### Significado
El topónimo «Gachancipá», en muysc cubun (idioma muisca), significa «alfarería del Zipa»[cita requerida]. Gachancipá presenta los vocablos gacha "llaga", "vasija grande de forma cónica que sirve para cocinar aguasal y producir sal en terrones", ga "detrás, cuesta", cha "yo", "varón", n "en, de", chi "nuestro", pa "padre", gachana "enfermedad".

### Origen / Motivación
Gachancipá es un nombre de origen muysca que se ha mantenido con el paso del tiempo. El arte de los muyscas en la fabricación de vasijas de barro, para uso cotidiano y ritual, fueron las causas que dieron origen a la designación de esta región con la palabra gachanzipá.

## Historia
El primer encomendero fue Juan Sánchez de Toledo después le siguió Antonio Ruiz de Tapia, muerto le sucedió su hija Francisca Ruiz de Tapia quien se casó con Nicolás de Sepulveda el domingo veinte de febrero de 1558, y a quien la Real Audiencia le entregó el 23 de febrero de 1558 los indios de Gachancipá y Tentiba. Nicolás de Sepúlveda sostuvo un pleito con los Dominicos, lo que provocó la visita del oidor Miguel de Ibarra, en agosto de 1593 para conocer las tierras de entre Gachancipá y Tibitó, hasta que hallaron que era una quebrada que venía de Nemocón, llamada Peca-Neca, según dijeron que el cacique de Tibitó, Alonso Tentisiboca, los capitanes Diego Teni Tentacayta, y Pedro Tenteguassca, el cacique de Unta, Diego Nemtiva, su hermano Francisco y los capitanes de Tocancipá Juan Sacutiba y Alonso Auceniba. En 1602 le dieron títulos de propiedad a Antonio de Verdugo hijo de Nicolás y Francisca. 
El pueblo de Gachancipá se fundó en 1612, pero se desconoce quién fue el fundador. En 1639, distribuidos en las parcialidades de Gacha, Suasucha y Tincheca, vivían 491 personas. En abril de 1628 el emisario Juan de Borja dice que el número de los indios rebajó de 225 a 105, pues se les obligaba a cruzar un río para ir a la encomienda, y en esa travesía se ahogaron muchos. Por lo anterior, Borja ordenó recoger el poblado para ordenar que no se les mandara a ninguna encomienda a la cual tuviera que recorrer más de una legua. Destacaron el sargento Andrés Carchuelo, Juan José Chaceton, Francisco Farrias, Juan Palacios e Ignacio Cortés, entre otros. 
En 1873 el cura José María Plata construyó la capilla de Santa Bárbara, al sudeste de la población. La fachada de la iglesia colonial se conserva intacta. En 1948 se construyó un nicho dedicado a la Virgen de Lourdes. La estación del ferrocarril fue reconocida como patrimonio cultural de la nación y hoy es utilizada como vitrina de almacenes de venta de artesanías. La mayor cantidad de habitantes están concentrados principalmente en las veredas El Roble y las de menor número son San Bartolomé y San José. Muchas de las tradiciones y costumbres en el municipio están relacionadas con eventos históricos y religiosos con base en su fundación y con la construcción de templos, porque cuenta con profundas raíces religiosas. En lo referente a la gastronomía la población consume básicamente platos típicos de la sabana central tales como el ajiaco, la mazamorra chiquita, carnes de res y cerdo en días especiales, y papas, yuca y cereales en los días ordinarios.

## Geografía
Por sus 44 km² de extensión territorial, Gachancipá es el municipio más pequeño de Cundinamarca. 

### Límites
| Noroeste: Nemocón   | Norte: Suesca                            | Nordeste: Sesquilé |
| Oeste: Zipaquirá    |                                          | Este: Sesquilé     |
| Suroeste: Tocancipá | Sur: Límites entre Tocancipá y Guatavita | Sureste: Guatavita |

### División administrativa
Las veredas que integran el municipio son San Bartolomé, San Martín, San José, Santa Bárbara, La Aurora y El Roble, en esta última tiene bajo su jurisdicción el centro poblado: El Roble Sur. 

## Símbolos

### Escudo

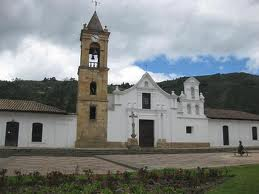
Iglesia de San Bartolomé Apóstol.

Mediante la Resolución N.º 34 del 4 de septiembre de 1992 se convocó a un concurso para escoger el escudo, la bandera y el himno, teniendo en cuenta que interpretaran su ser histórico y social. Por medio del Acuerdo N.º 004 de 1993, el municipio de Gachancipá adopta los símbolos heráldicos y el Himno del Municipio.
El escudo es cortado de forma Fanco-Suiza. En el primer cuartel, en campo de gules, símbolo de valor y de alegría, en jefe una cruz de oro, que simboliza la evangelización, debajo dos espadas cruzadas, que recuerda la Campaña Libertadora.
En el segundo cuartel, en el campo de sinople, símbolo de abundancia, amistad y esperanza. En el centro, La Gacha indígena, símbolo del industrial pueblo muisca que habitaba la región.
Sostienen el escudo, por la parte inferior dos manos que representa la amistad y el trabajo de sus gentes. Entrelazadas en las manos aparece una cinta con la divisa «Gachancipá, Cuna De La Astronomía Chibcha», que recuerda el hallazgo en una cueva de la serranía circundante por el cura párroco José Domingo Duquesne, científico de la Real Expedición Botánica del Nuevo Reino de Granada del calendario muisca y otros elementos de astronomía y matemáticas que los indígenas de Gachancipá conservaban allí.

### Bandera
Bandera de forma cuadrilongía, de color general sinople, con dos figuras romboides irregulares en su centro que simulan una punta de flecha; la parte superior de color blanco, que simboliza pureza; y la inferior de amarillo, que representa la riqueza del Municipio.
El roble hay tiendas casas y bar

## Economía

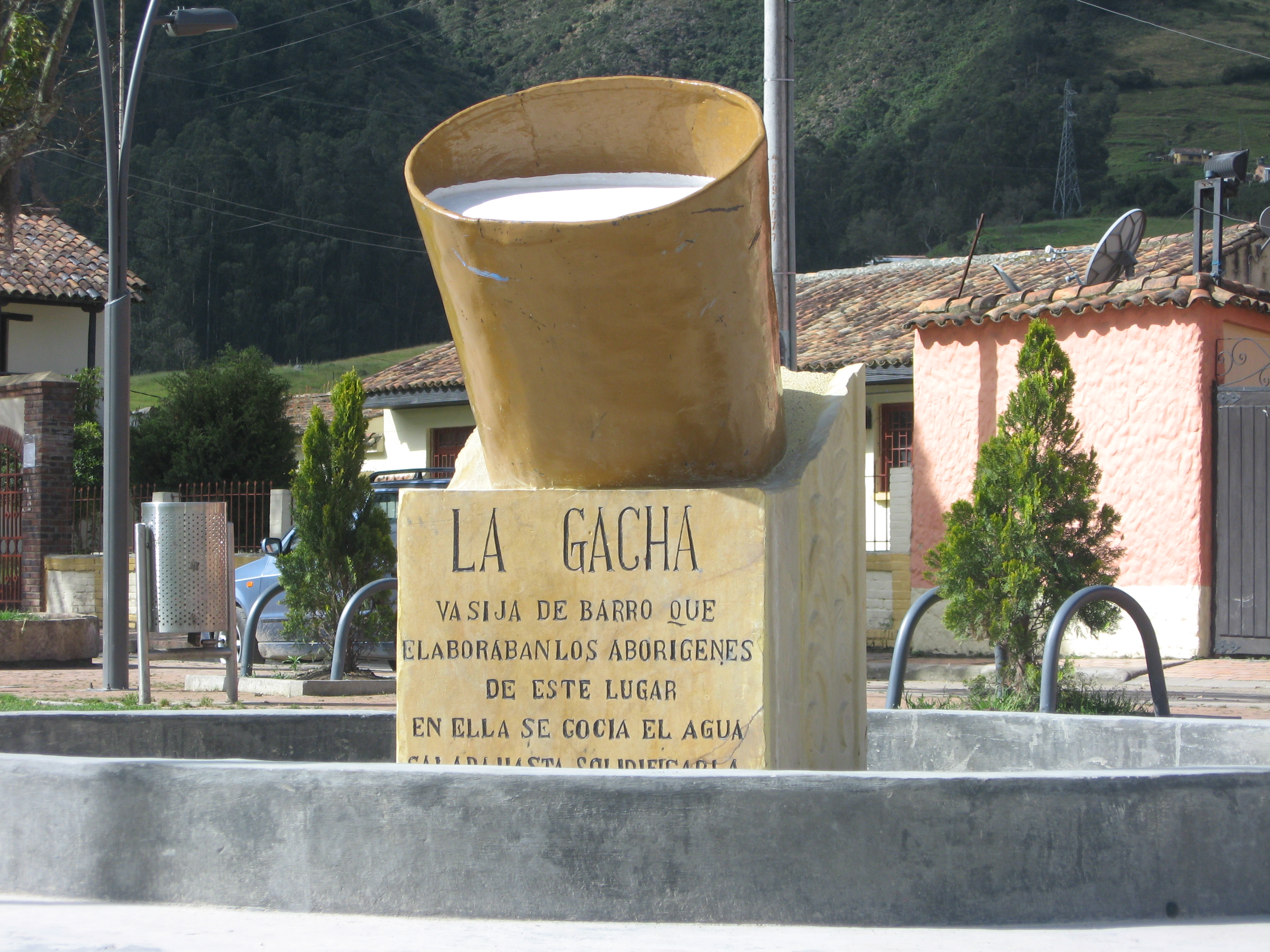
La Gacha.

Aunque el municipio de Gachancipá ha sido tradicionalmente agrícola y ganadero desde sus orígenes, en los últimos años ha transformado su vocación económica convirtiéndose en un municipio industrial, como consecuencia de la creación de la Zona Industrial aprobada mediante los respectivos ajustes al Plan de Ordenamiento Territorial (POT). 
Actualmente existen varias empresas de cultivos de flores que generan oportunidades de empleo en el municipio, que también cuenta con la presencia de empresas multinacionales que ha generado considerables ingresos al municipio, lo cual redunda en el mejoramiento de la calidad de vida de todos los habitantes. Actualmente el municipio cuenta con la aprobación de una Zona Franca que próximamente comenzará a operar, lo que generará aún más oportunidades de empleo y de negocios para sus habitantes. 

## Ecología
Gachancipá cuenta con la presencia de algunas especies, especialmente en aquellas áreas donde todavía se encuentra algún tipo de vegetación arbórea, arbustiva o rastrojo y las densidades habitacionales aún son bajas; se han identificado las especies pero no se ha determinado cuál de ellas predomina en el territorio.
De acuerdo a la clasificación por Holdridge, y a las características de precipitación y temperatura, el municipio de Gachancipá presenta dos zonas de vida claramente diferenciables:
La mayor parte de la vegetación nativa se localiza sobre áreas escarpadas de moderada intervención de tipo secundario (teniendo en cuenta la eventualidad de posibles incendios o prácticas agropecuarias indebidas); por tal razón no es posible hallar vegetación clímax.
Propio de esta formación en grandes conglomerados; sin embargo se pueden establecer relictos de vegetación nativa secundaria en las veredas Roble, San Bartolomé y San José, los cuales merecen ser conservados y aprovechados sosteniblemente.

## Instituciones de educación
- I.E.D. Presbítero Carlos Garavito Acosta.
- Colegio San Bartolomé Apóstol
- Liceo Frances Jean du Plessis
- Gimnasio Sabana Norte
- Gimnasio Campestre Friedrich Froebel
- Colegio pinos de la colina

## Turismo

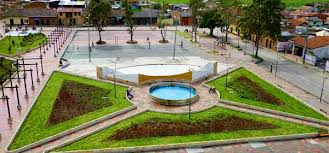
Parque principal de Gachancipá.

- Artesanías: Cojines primitivistas tejidos en lana virgen y curtiembres.
- Balcón de La Virgen del Carmen
- Capilla de Santa Bárbara: Sitio de peregrinación bastante frecuentado, con obras del maestro Gregorio Vásquez de Arce y Ceballos.
- Casa Cural: Antigua casa de inmenso valor histórico, solía pernoctar El Libertador Simón Bolívar cuando se dirigía a Santafé de Bogotá.
- Casa de la Cultura. En estas instalaciones funciona la Biblioteca Pública Municipal con horario extendido Lunes a viernes de 8:00 a 12:00 y de 2:00 a 7:00 p. m., sábados de 2:00 a 7:00 p. m.
- Cripta de Nuestra Señora de Lourdes: Lugar de frecuentes peregrinajes, al cual se puede llegar tomando un sendero, sombreado de sauces y pinos que invitan al descanso y meditación.
- Cruz Doctrinera
- Estación del Ferrocarril
- Iglesia de San Bartolomé: Sitio de peregrinación bastante frecuentado, con obras del maestro Gregorio Vázquez de Arce y Ceballos.

## Servicios públicos
- Energía Eléctrica: Enel, es la empresa prestadora del servicio de energía eléctrica.
- Gas Natural: Vanti es la empresa distribuidora y comercializadora de gas natural en el municipio.